# Habenia octava
Habenia octava är en insektsart som beskrevs av Irena Dworakowska 1972. Habenia octava ingår i släktet Habenia och familjen dvärgstritar.
Artens utbredningsområde är Elfenbenskusten. Inga underarter finns listade i Catalogue of Life.